# Charles Haley
Pour les articles homonymes, voir Haley.
Ne doit pas être confondu avec Charles Halley, ingénieur français.
College Football Hall of Fame 2011
Pro Football Hall of Fame 2015
(en) Statistiques sur pro-football-reference
Charles Lewis Haley, né le 6 janvier 1964 à Lynchburg en Virginie, est un joueur américain de football américain ayant évolué au poste de linebacker et de defensive end.

## Biographie
Étudiant à l'université James Madison, il joua pour les Dukes de James Madison.
Il fut drafté en 1986 à la 96e place par les 49ers de San Francisco. Il y reste de 1986 à 1991, puis signe aux Cowboys de Dallas de 1992 à 1996, avant de revenir aux 49ers de 1998 à 1999. Avec ces deux franchises, ils remportent cinq Super Bowls (XXIII, XXIV, XXVII, XXVIII et XXX).
Il joua cinq Pro Bowl (1988, 1990, 1991, 1994 et 1995) et fut sélectionné quatre fois comme All-Pro (1988, 1990, 1994 et 1995). En fin de carrière, il compilait plus de 100 sacks.
Après sa carrière de joueur, Haley s'est tourné vers l'encadrement et a été notamment assistant de l'équipe défensive des Lions de Détroit.